# 마르타 피에디나

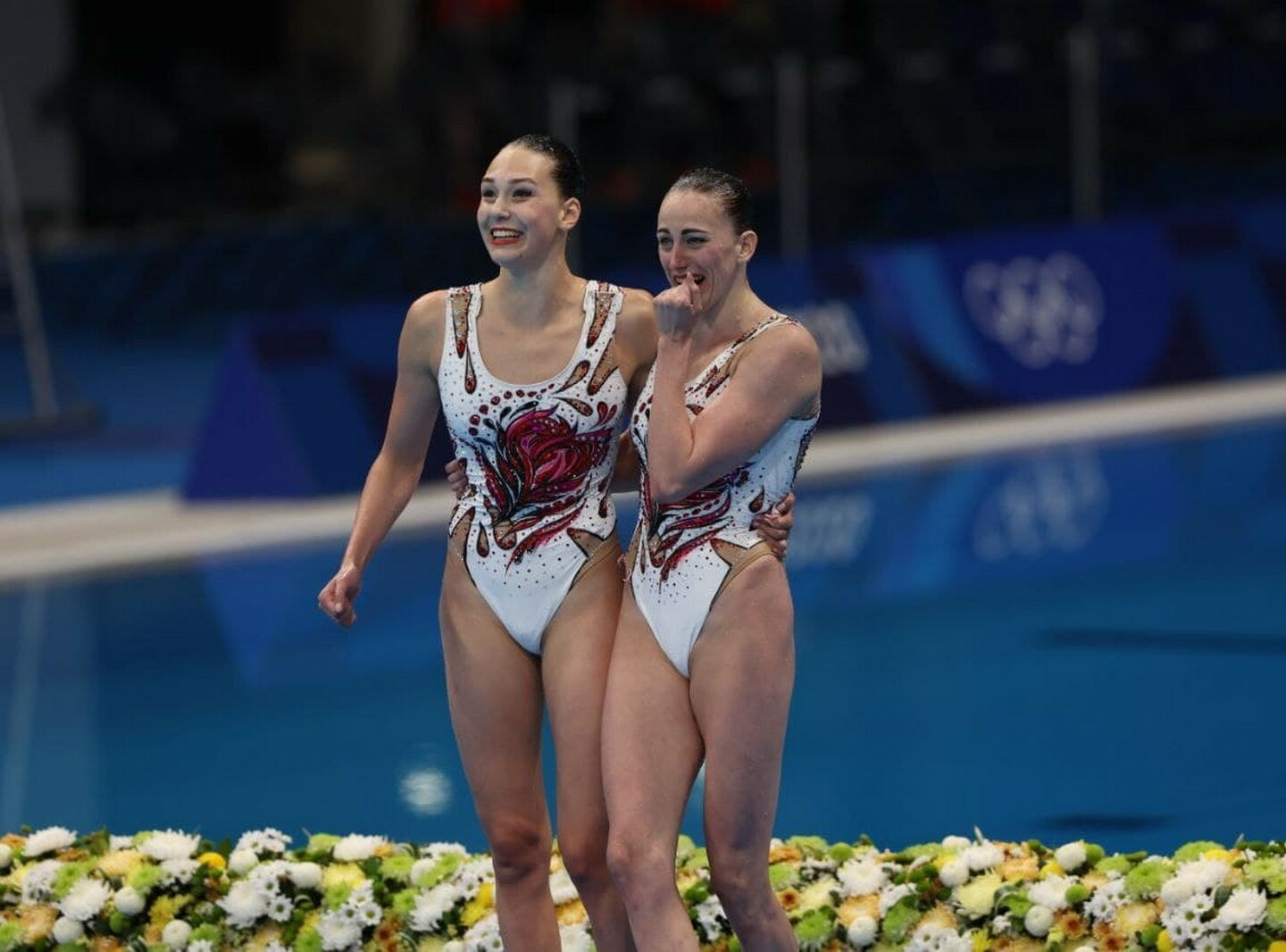

마르타 피에디나(본명: 마르타 바디미브나 피에디나, 우크라이나어: Марта Вадимівна Федіна, 2002년 2월 1일 ~ )는 우크라이나의 아티스틱스위밍 선수이다. 2018년 유럽 수영 선수권 대회 챔피언이다.
2020년 하계 올림픽(COVID-19 팬데믹으로 인해 2021년으로 연기됨)에서 피에디나와 그녀의 듀엣 파트너 아나스타샤 사브추크는 4일 테크니컬 및 프리 루틴 통합에서 총 189.4620점을 기록하며 아티스틱 수영 부문에서 우크라이나 최초의 올림픽 메달을 획득했다. 팔월. 8월 7일, 총점 190.3018점으로 결승전에서 3위를 차지하며 두 번째 동메달을 획득한 우크라이나 팀의 일원이었다.
헝가리 부다페스트에서 열린 2022년 세계 수영 선수권 대회 솔로 테크니컬 루틴에서 은메달을 획득했다.